# Кот и клоун
«Кот и клоун» — советский мультипликационный фильм 1988 года, который сняла режиссёр Наталия Голованова.

## Сюжет
История в стиле буффонады, рассказывающая о старом клоуне, много лет проработавшем в цирке и многое повидавшем на своём веку, и о волшебном коте, умевшем превращаться в различные предметы. Мультфильм показывает напряжённую борьбу между героями и их характерами — пожилым клоуном: вежливым, кротким и выдержанным, и котом: наивным, задиристым и зачастую грубоватым. Однако кот в душе заботится о старом клоуне: когда тот выходит на улицу зимой, кот превращается в тёплую меховую шапку для него. На улице шапку срывает вор и убегает. Вскоре выясняется, что, чтобы спастись, кот превращается в мальчика — но вернуться в прежний облик он больше не может.

## Над фильмом работали
- Автор сценария: Мария Дейнего
- Кинорежиссёр: Наталия Голованова
- Художник-постановщик: Владимир Зуйков
- Кинооператор: Наталия Михайлова
- Композитор: Михаил Линк
- Роли озвучивали:
  - Николай Караченцов — Кот
  - Всеволод Ларионов — Клоун
- Звукооператор: Борис Фильчиков
- Художники-мультипликаторы: Анатолий Абаренов, Эльвира Маслова, Валерий Угаров, Александр Мазаев, Юрий Мещеряков, Юрий Кузюрин
- Художники: Алла Горева, Е. Гагарина, Марина Игнатенко, Ю. Сомина, М. Александрова, Наталья Назарова
- Ассистент режиссёра: Людмила Морозова
- Монтажёр: Изабелла Герасимова
- Редактор: Татьяна Папорова
- Директор съёмочной группы: О. Хрулёва

## Переиздания на DVD
Мультфильм неоднократно переиздавался на DVD в сборниках мультфильмов: «Masters of Russian Animation Volume 4», «Кот и кошка» («Союзмультфильм»).